# Antoine Pellegrina
Antoine Pellegrina (* 21. September 1933 in Sutrio, Italien) ist ein ehemaliger französischer Radrennfahrer und nationaler Meister im Radsport.

## Sportliche Laufbahn
Pellegrina kam als Jugendlicher mit seinen Eltern aus Italien nach Frankreich und erhielt 1947 die französische Staatsbürgerschaft.
Pellegrina war Bahnradfahrer und Teilnehmer der Olympischen Sommerspiele 1960 in Rom. Dort startete im Sprint und wurde beim Sieg von Sante Gaiardoni auf dem 5. Rang klassiert. 1964 wurde er nationaler Meister im Teamsprint.